# Батерия AA
AA (също: R6, LR6, 316, А316, Mignon, Stilo) е най-разпространеният тип захранващи галванични елементи и акумулатори. Произвежда се от 1907 г.
Номиналното напрежение е 1,5 V при галваничните елементи, 1,2 V – при Ni-Cd и Ni-MH акумулатори, 1,6 V при Ni-Zn акумулатори.
Съществуват литий-йонни и литий-желязо-фосфатни акумулатори от подобен типоразмер (14500), с номинално напрежение 3,7 и 3,2 V съответно, които могат да повредят повечето уреди, предназначени за напрежение 1,2 – 1,5 V.

## Възможни стойности на електрическия капацитет
|                                  | Мангано-цинков елемент | Алкални         | Li-FeS2         | NiZn            | NiCd           | NiMH            |
| -------------------------------- | ---------------------- | --------------- | --------------- | --------------- | -------------- | --------------- |
| Название според стандарта на IEC | R6                     | LR6             | FR6             | ZR6             | KR6            | HR6             |
| Капацитет                        | 550 – 1500 mAh         | 1000 – 2980 mAh | 2000 – 3000 mAh | 1500 – 1800 mAh | 600 – 1500 mAh | 1400 – 2200 mAh |
| Номинално напрежение             | 1,50 V                 | 1,50 V          | 1,50 V          | 1,65 V          | 1,25 V         | 1,25 V          |
| Презареждане                     | Не                     | Някои           | Не              | Да              | Да             | Да              |

Посочените стойности на капацитета на цинково-въглеродни и алкални елементи са верни при разреждане с малки токове, не превишаващи десетки милиампери. При разряд с токове от стотици милиампера капацитетът на тези елементи се намалява няколко пъти.

## Устройство
Елементът AA представлява цилиндър с диаметър 13,5 – 14,5 mm. Дължината на елемента заедно с контактния накрайник на положителния полюс е 50,5 mm. Цилиндричната част е покрита с изолираща обвивка. Изводите са разположени на противоположните краища на цилиндъра. Положителният извод е издатина с диаметър 5,5 mm и височина най-малко 1 mm. Отрицателната клема е плоска или релефна контактна площадка с диаметър най-малко 7 mm.
Теглото на батериите може да се различава в широки граници. Така например:
- Цинково-въглеродни батерии:
  - Samsung Pleomax AA/R6 – 14 g
  - GP Greencell AA/R6 – 18 g
- Алкални:
  - Panasonic Essential Power AA/LR6 – 22 g
  - Duracell Turbo AA/LR6 – 24 g
- Ni-MH:
  - Sanyo eneloop BK-3MCCE – 30 g
  - GP AA 2700 mAh – 30 g

В ранните екземпляри батерии цинковият (при сухите елементи) или стоманеният никелиран (при алкалните) корпус (чашката) непосредствено е служил за един от електродите. Такава конструкция на елементите обаче често ставала причина за къси съединения. Освен това такива елементи били силно подложени на корозия. Съвременните галванични елементи имат изолиран метален или пластмасов корпус, който предпазва елемента от късо съединение и корозия.
Предлагат се и AA Ni-MH батерии, снабдени с електронни преобразуватели на напрежение и вградени USB или microUSB конектори, използващи всеки USB изход с напрежение 5 V за зареждане, и Li-pol/Li-ion батерии, структурно предназначени за зареждане на литиева батерия до напрежение 3,7 V и последващо извеждане на напрежение от 1,5 V върху контактите през вградения електронен преобразувател.